# Wiencourt-l'Équipée
Wiencourt-l'Équipée és un municipi francès situat al departament del Somme i a la regió dels Alts de França. L'any 2007 tenia 248 habitants.

## Demografia

### Població

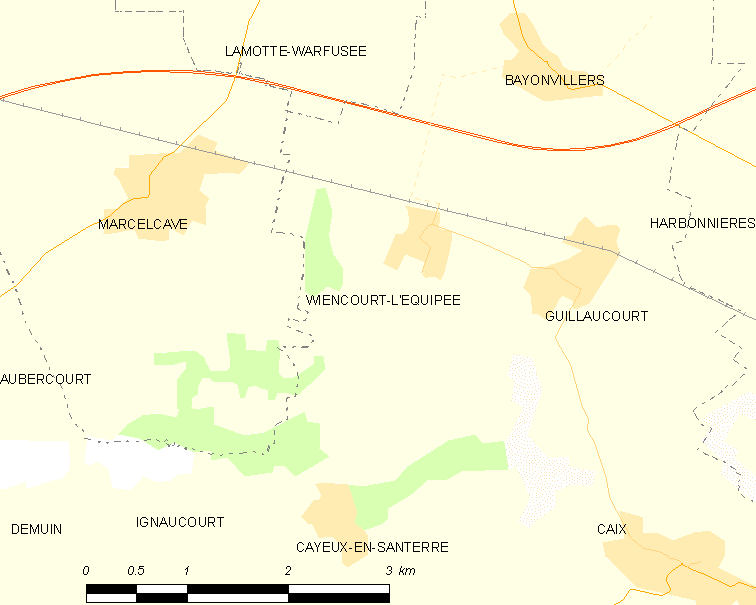

El 2007 la població de fet de Wiencourt-l'Équipée era de 248 persones. Hi havia 94 famílies de les quals 20 eren unipersonals (12 homes vivint sols i 8 dones vivint soles), 29 parelles sense fills, 41 parelles amb fills i 4 famílies monoparentals amb fills.

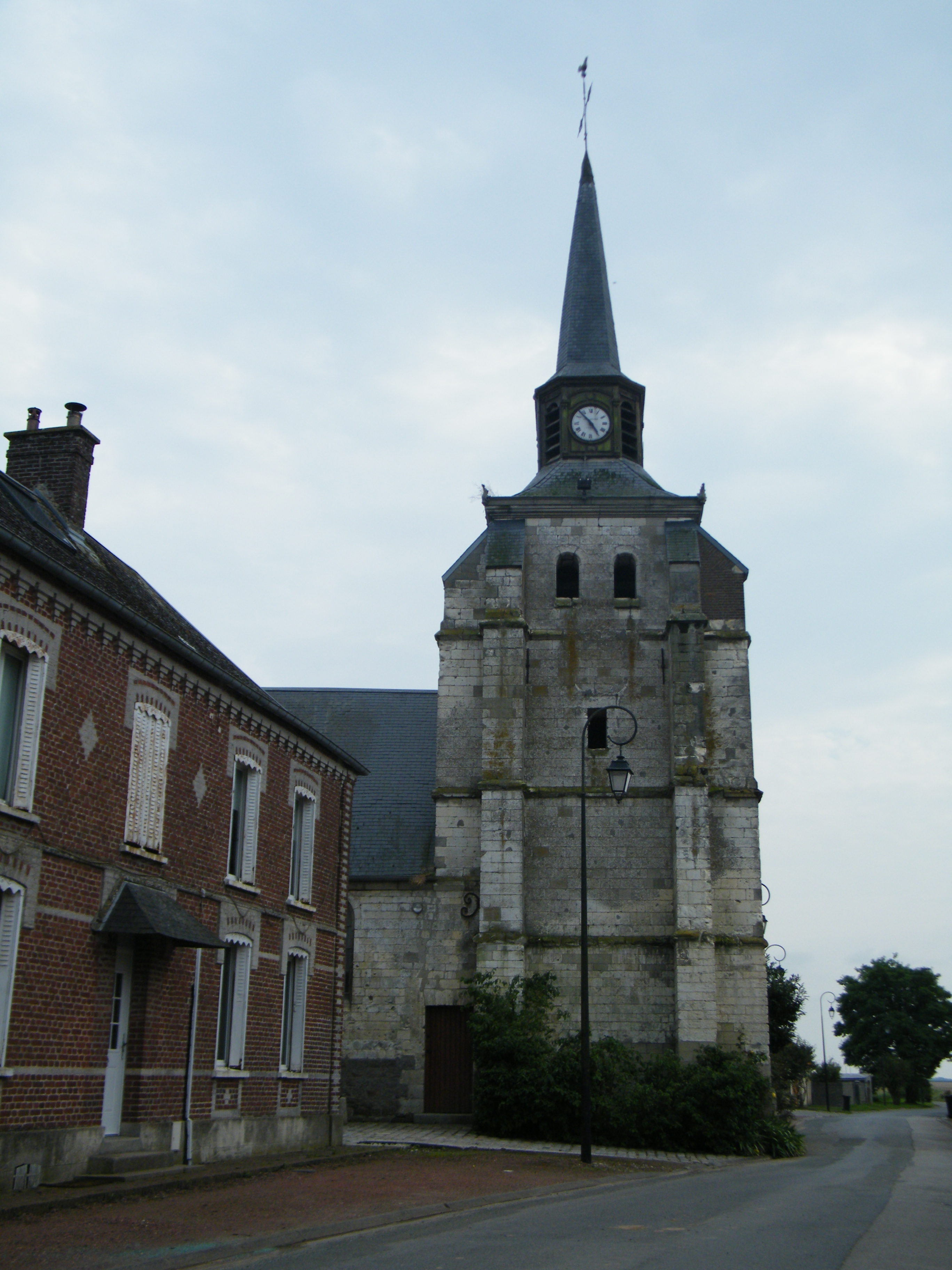

La població ha evolucionat segons el següent gràfic:
Habitants censats

### Habitatges
El 2007 hi havia 107 habitatges, 98 eren l'habitatge principal de la família, 4 eren segones residències i 4 estaven desocupats. Tots els 107 habitatges eren cases. Dels 98 habitatges principals, 76 estaven ocupats pels seus propietaris, 19 estaven llogats i ocupats pels llogaters i 3 estaven cedits a títol gratuït; 1 tenia una cambra, 25 en tenien tres, 28 en tenien quatre i 45 en tenien cinc o més. 61 habitatges disposaven pel capbaix d'una plaça de pàrquing. A 52 habitatges hi havia un automòbil i a 37 n'hi havia dos o més.

### Piràmide de població
La piràmide de població per edats i sexe el 2009 era:
| Homes | Edats   | Dones |
| ----- | ------- | ----- |
| 4     | 95 o +  | 0     |
| 0     | 90 a 94 | 0     |
| 0     | 85 a 89 | 4     |
| 0     | 80 a 84 | 0     |
| 0     | 75 a 79 | 8     |
| 8     | 70 a 74 | 4     |
| 4     | 65 a 69 | 16    |
| 8     | 60 a 64 | 0     |
| 8     | 55 a 59 | 4     |
| 8     | 50 a 54 | 4     |
| 0     | 45 a 49 | 8     |
| 0     | 40 a 44 | 0     |
| 16    | 35 a 39 | 16    |
| 8     | 30 a 34 | 20    |
| 12    | 25 a 29 | 8     |
| 4     | 20 a 24 | 0     |
| 4     | 15 a 19 | 0     |
| 8     | 10 a 14 | 4     |
| 4     | 5 a 9   | 4     |
| 12    | 0 a 4   | 4     |

## Economia

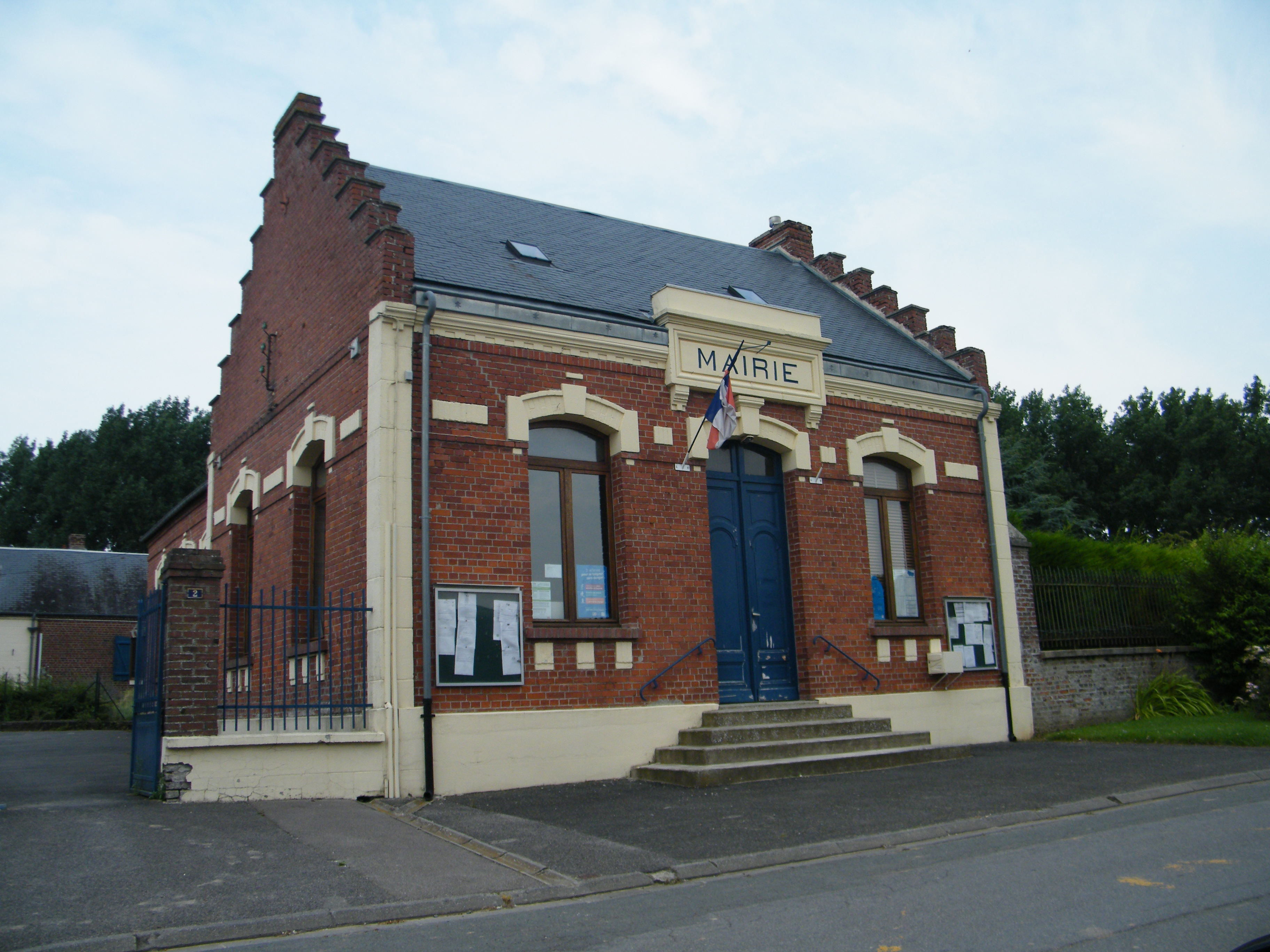

El 2007 la població en edat de treballar era de 143 persones, 110 eren actives i 33 eren inactives. De les 110 persones actives 101 estaven ocupades (52 homes i 49 dones) i 9 estaven aturades (4 homes i 5 dones). De les 33 persones inactives 10 estaven jubilades, 10 estaven estudiant i 13 estaven classificades com a «altres inactius».

### Ingressos

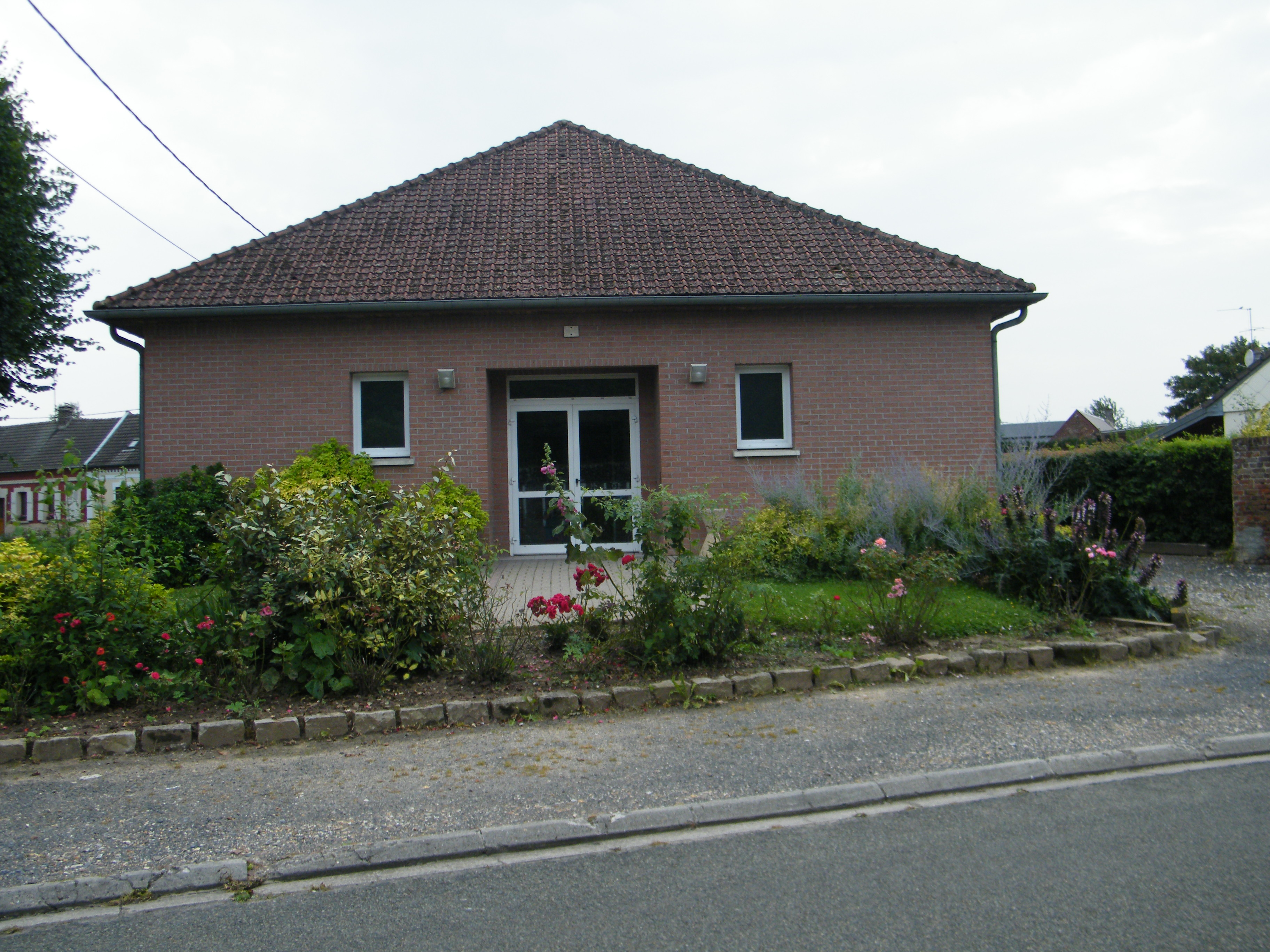

El 2009 a Wiencourt-l'Équipée hi havia 100 unitats fiscals que integraven 235,5 persones, la mediana anual d'ingressos fiscals per persona era de 16.581 €.

### Activitats econòmiques
Dels 5 establiments que hi havia el 2007, 1 era d'una empresa de fabricació d'altres productes industrials, 2 d'empreses de construcció, 1 d'una empresa de comerç i reparació d'automòbils i 1 d'una entitat de l'administració pública.
Dels 2 establiments de servei als particulars que hi havia el 2009, 1 era una fusteria i 1 lampisteria.
L'any 2000 a Wiencourt-l'Équipée hi havia 4 explotacions agrícoles que ocupaven un total de 412 hectàrees.

## Poblacions més properes
El següent diagrama mostra les poblacions més properes.